# 宮野木台 (千葉市)
宮野木台（みやのぎだい）は、千葉県千葉市花見川区の地名。現行行政地名は宮野木台一丁目から宮野木台四丁目。郵便番号は262-0018。

## 概要
花見川区内に位置し、千葉市同区の朝日ヶ丘、畑町、西小中台、千葉市稲毛区の宮野木町、小中台町に隣接する。

## 世帯数と人口
2023年（令和5年）9月現在の世帯数と人口は以下の通りである。
| 町丁           | 世帯数  | 人口    |
| -------------- | ------- | ------- |
| 宮野木台一丁目 | 911世帯 | 1,872人 |
| 宮野木台二丁目 | 329世帯 | 702人   |
| 宮野木台三丁目 | 394世帯 | 778人   |
| 宮野木台四丁目 | 451世帯 | 1003人  |

## 小・中学校の学区
市立小・中学校に通う場合、学区は以下の通りとなる。
| 丁目           | 番地     | 小学校                     | 中学校                   |
| -------------- | -------- | -------------------------- | ------------------------ |
| 宮野木台一丁目 | 全域     | 千葉市立西小中台小学校     | 千葉市立朝日ケ丘中学校   |
| 宮野木台二丁目 | 1番2号   | 千葉市立西小中台小学校     | 千葉市立朝日ケ丘中学校   |
| 宮野木台二丁目 | 上記以外 | 千葉市立さつきが丘東小学校 | 千葉市立さつきが丘中学校 |
| 宮野木台三丁目 | 29番     | 千葉市立畑小学校           | 千葉市立花園中学校       |
| 宮野木台三丁目 | 上記以外 | 千葉市立さつきが丘東小学校 | 千葉市立さつきが丘中学校 |
| 宮野木台四丁目 | 全域     | 千葉市立さつきが丘東小学校 | 千葉市立さつきが丘中学校 |

- 学区外通学承認地域

| 丁目           | 番地 | 小学校                     | 中学校                   |
| -------------- | ---- | -------------------------- | ------------------------ |
| 宮野木台三丁目 | 29番 | 千葉市立さつきが丘東小学校 | 千葉市立さつきが丘中学校 |

## 主な施設
- 千葉宮野木郵便局
- 千葉市桜公園
- 宮野木緑地公園